# Lago Paranoá
El lago Paranoá es un lago artificial en Brasilia, la capital de Brasil. Durante la construcción de la ciudad, se represó el río Paranoá para formar el lago. Se ubica a una altitud de 1000 m s. n. m. y tiene una circunferencia aproximada de 80 km. 
En sus orillas se encuentran embajadas y consulados, clubes deportivos, restaurantes, las zonas residenciales de Lago Sul, Lago Norte y Paranoá, la Universidad de Brasilia, el Centro Olímpico y el Palacio de la Alvorada, la residencia oficial del presidente de Brasil.

## Etimología
Paranoá es una palabra de origen tupí . Significa "cala de mar", de la combinación de los términos paranã ("mar") y kûá ("cala"). 

## Historia

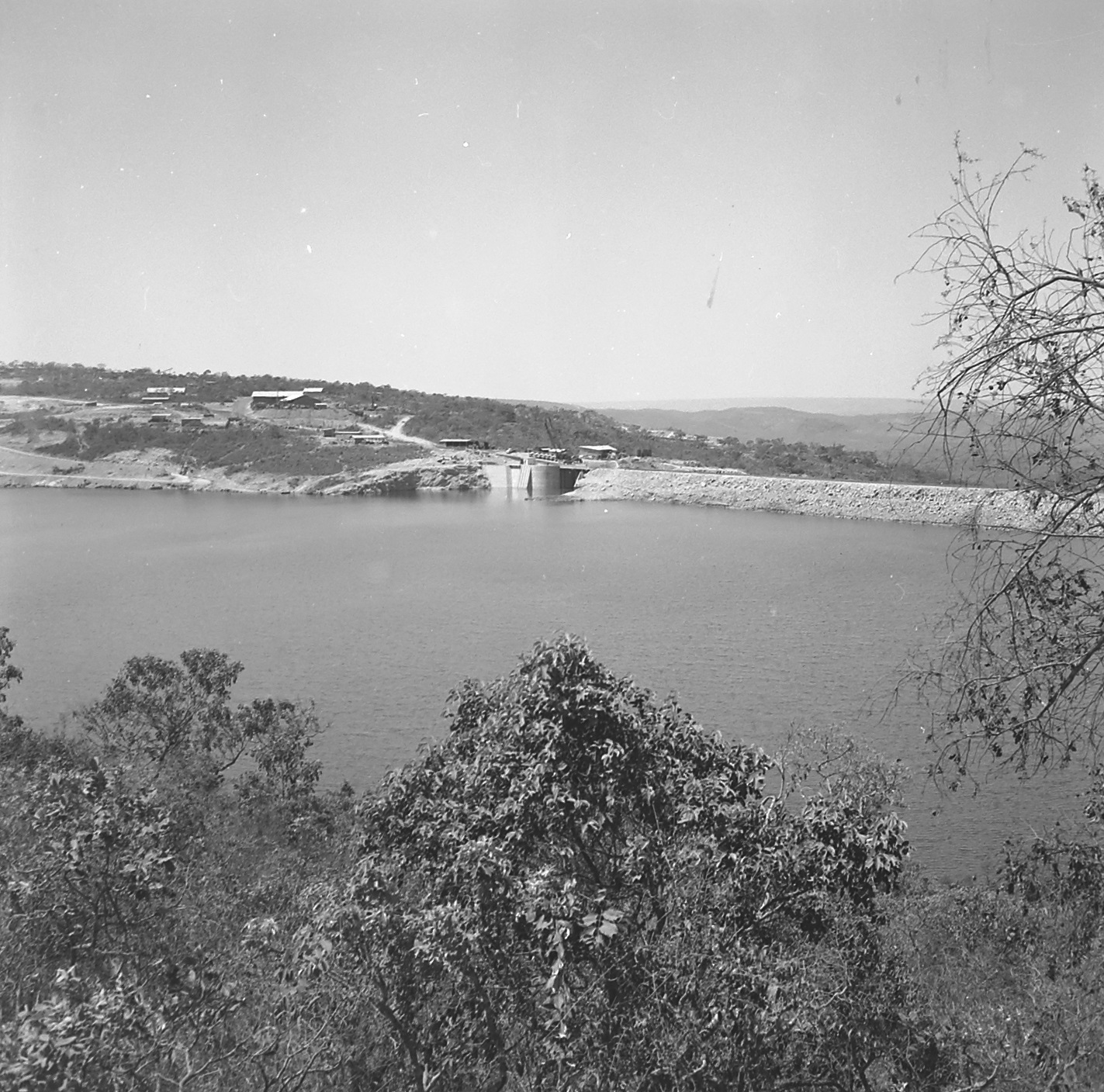
Construcción de la represa sobre el río Paranoá en 1960. Colección del Archivo Nacional de Brasil.

El lago fue ideado en 1894 por la misión Cruls  y concretado con la construcción de la ciudad, durante el gobierno del presidente Juscelino Kubitschek.
El 22 de mayo de 2011, un barco con un centenar de personas naufragó en el Lago Paranoá. El accidente ocurrió alrededor de las 20:30, durante un evento que se estaba celebrando. El barco tenía licencia para operar con noventa pasajeros y dos tripulantes, pero el Departamento de Bomberos estimó que al menos 104 personas estaban a bordo. Sin embargo, no se sabe con certeza el número exacto de personas presentes en el barco.  La embarcación estaba inclinada y tenía 17 metros de profundidad. Se confirmó que al menos ocho personas perdieron la vida en la tragedia.

## Uso
En el lago se practican varios deportes  náuticos como canotaje, remo, navegación recreacional, esquí acuático y buceo deportivo. Desde 1994, en el lago se realiza la Regata JK, que congrega a más de doscientas embarcaciones cada año.
La intensa ocupación de su cuenca y la disposición de aguas residuales sin tratamiento han desencadenado la eutrofización del lago.